# Solway (Nouvelle-Zélande)
Solway est une ville importante de la vallée de Wairarapa, située dans l’île du Nord de la Nouvelle-Zélande.

## Situation
C’est une banlieue de la partie sud de la ville de Masterton.
Solway est la deuxième plus importante banlieue de la ville après celle de  Lansdowne,.

## Éducation
Solway est le siège de 3 écoles primaires : de l’école préparatoire Hadlow, de l’école primaire de Solway et l’école primaire de Masterton.
La banlieue est aussi le domicile du très connu « Masterton Intermediate School » et du collège Solway (en) : une école secondaire avec pension pour fille.
Il y avait aussi la défunte « Harley Street Primary School », qui fut fermée dans le cadre du plan de la fusion des sites d’enseignement de Wairarapa.
- L’école « Masterton Primary School » est située dans la banlieue de « Solway South », qui est séparée de « Solway North »par l’une des rues principales de Masterton se dirigeant vers le sud, en direction de la ville de Carterton,qui est nommée « High Street ».

## Style de vie
Solway est une commune avec de jolies zones de verdures nommées :
- « Millennium Park Reserve », qui est une construction de la main de l’homme mais pleine de vie sauvage.
- « South Park », où les équipes de softball s’entraînent, les personnes viennent promener leurs chiens et leurs enfants, pour y jouer en famille.

Cette communauté a un ensemble prospère avec 2 petits centres commerciaux en lien direct avec la vie quotidienne avec le slogan ‘Ceci est la communauté de Solway Community!!...venez et profitez’.
Solway est le siège de quelques-unes des nouvelles et plus modernes des maisons de la région de Wairarapa.
Le bâtiment récent de « Solway Park » a attiré plus de résidents que le reste de la banlieue dans un énorme bloc de maisonnettes à la mode.
« Solway park » est aussi le siège du plus cher des restaurants et hôtels du secteur de Masterton, nommé le « Copthorne ».
La demande en maisons dans le secteur continue à grossir avec une autorisation récente pour un lotissement de 80 terrains, garanti pour septembre 2013.

## Transports
La ville de Solway est desservie par de nombreuses formes de transports publics.

### route
La route State Highway 2 (en) (ou High Street), circule droit à travers le milieu de la ville de Solway.

### Les bus
Il y a deux services de bus desservant la ville de Solway:
- le no 200 -vers/à partir du centre de Masterton, via  Carterton, Greytown, Featherston et Martinborough, qui circule toute la semaine.
- le 202 – circulant à partir de « Central Masterton » à travers Solway et Kuripuni et retour, circule  4 fois par jour les jours de semaine.

### Chemin de fer
Solway est aussi desservie par le chemin de fer, ayant sa propre gare nommée gare de Solway (en), qui relie les résidents avec les cités d ’ Upper Hutt, Lower Hutt et Wellington.
Sa proximité immédiate avec le collège de Solway (en) la rend populaire pour les étudiants, qui sont en pension dans la ville de Masterton et vivent dans Wellington.
Solway est aussi supportée par le secteur de santé de la communauté de communes, qui nécessite les transports jusqu’aux fournisseurs de soins, en particulier: les praticiens généralistes au niveau de la maison médicale de Masterton, Whaiora, qui est assuré uniquement sur la base du Maori et l’hôpital du « District Health Board » au niveau de la ville de Lansdowne.

### Hood Aérodrome

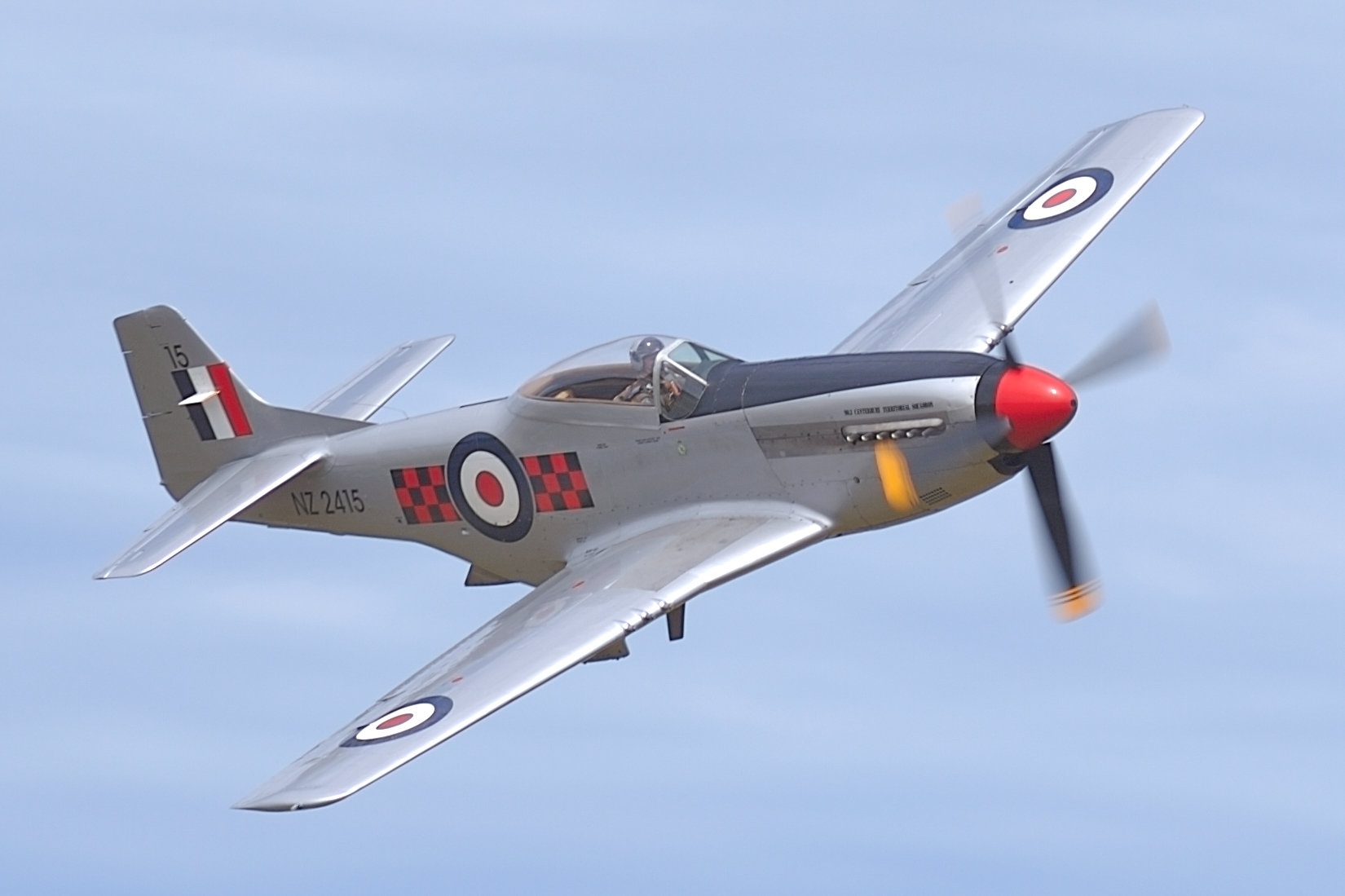
Les ailes lors du Wairarapa Air Show se situent au niveau de l’aérodrome de Hood

L'aérodrome de Hood (en) est situé dans Solway mais en 2015, il n’y a eu aucun vol commercial à partir de celui-ci.
À partir du début de l’année 2009 et jusqu’à la fin de 2013 : Air New Zealand avait des vols pour Auckland, assuré par subsidiarité par Eagle Airways (en) 6 jours par semaine, principalement pour les clients professionnels du secteur de Wairarapa.
Il y eut quelques autres tentatives infructueuses de mettre en place des voyages commerciaux à partir de Masterton, mais qui ont échoué  principalement du fait de la proximité des aéroports majeurs de Wellington et Palmerston North.
Le plus significatif fut réalisé par South Pacifique ou SPANZ (en), qui assura des vols quotidiens en utilisant des DC3 durant les années 1960 à destinations de toute la nation jusqu’à ce que la ligne soit fermée en 1966.

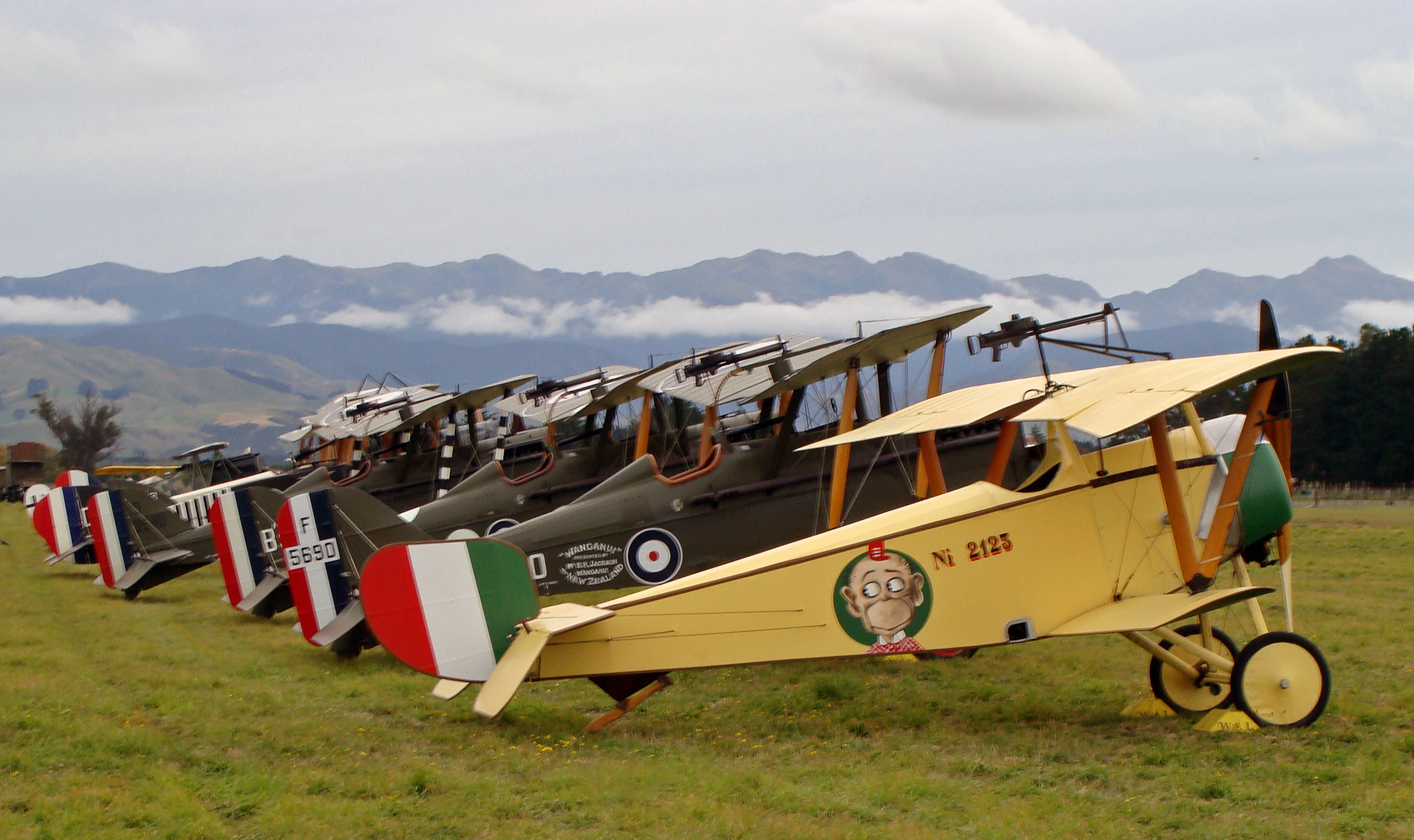
Anzac Day de 2009

Peter Jackson qui est un amateur enthousiaste d’aviation et possède sa propre collection de plus de 40 avions en état de vol de la Première Guerre Mondiale, qui sont abrités au niveau de l’aérodrome de Solway par l'aérodrome Hood (en).